# Blecaute no Chile em 2010

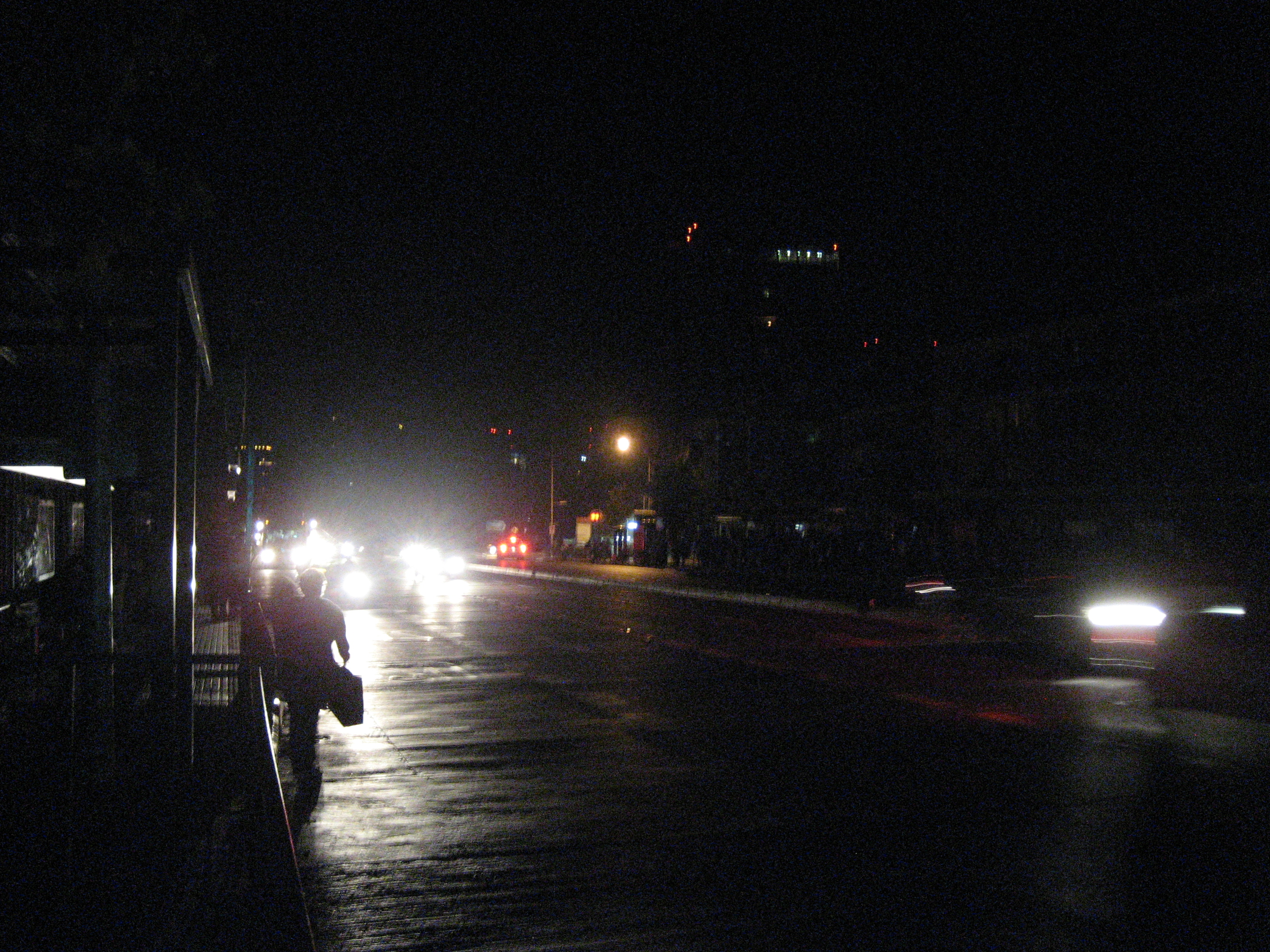
Imagem de 14 de março de 2010 às 20:45 (UTC-4) que mostra a escuridão na cidade de Santiago, capital do Chile, durante blecaute ocorrido naquele dia.
Fotografia de: Pablo Trincado/Flickr

O blecaute no Chile em 2010 foi uma interrupção do fornecimento de energia elétrica que ocorreu às 20h44min de 14 de março de 2010 (horário de Santiago), de modo geral o blecaute afetou desde a comuna de Taltal se expandindo até Los Lagos, a normalização da energia elétrica ocorreu às 23h30min (horário do Chile, UTC−4), exceto na Região de Bío-Bío que teve a luz restaurada apenas na madrugada do dia seguinte.Espalhe entre Taltal na Região de Antofagasta, ea ilha de Chiloé, na Região de Los Lagos (uma área de aproximadamente 3.500 km), que afeta aproximadamente 80% da população chilena.

## As causas
O apagão foi causado por uma falha com um transformador de cerca de 500 mil volts, localizada em uma subestação no sul do Chile, que faz parte do Sistema Interconectado Central, (SIC), informou o ministro do Interior chileno, Rodrigo Hinzpeter. A SIC atende cerca de 93% da população do país, a partir de Taltal no norte da Ilha Grande de Chiloé no sul, incluindo a capital Santiago.
| “ | "Isso é um corte de luz, não tem nada a ver com um terremoto nem com qualquer outra situação de emergência" | ” |

Afirmou Hinzpeter, quando questionado se o sismo ocorrido no país teria prejudicado algumas instalações sendo uns dos fatores que contribuiram para que ocorresse o blecaute.

## Novo apagão

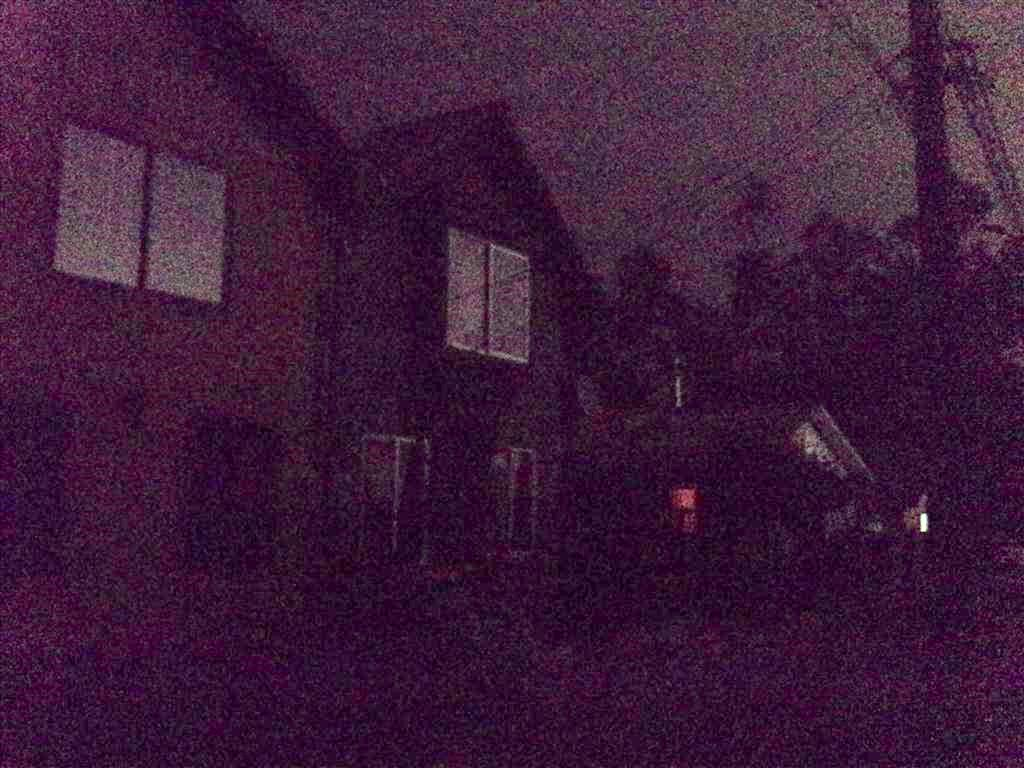
O apagão afetou cerca de 9,8 milhões de chilenos

Em 24 de setembro de 2011, houve outro apagão em massa, devido à falta de investimento no setor de energia elétrica no Chile, e infra-estrutura de envelhecimento. Territorialmente espalhar entre a Região de Coquimbo e Maule, onde o corte de energia foi concluída, e afetou algumas localidades das regiões de Atacama e Biobío.O apagão afetou cerca de 9,8 milhões de chilenos.
Houve saques de supermercado e assaltos em vários pontos de Santiago. A falta de energia generalizada causada comerciantes para avançar o seu encerramento e milhares de pessoas presas pela interrupção do serviço foi autorizada Metro. 
Havia pontos de incidentes como o saque de uma cadeia de supermercados Ekono em Quilicura, assaltos e focos de barricadas em Santiago.